# 칠전팔기 구해라
《칠전팔기 구해라》는 Mnet에서 2015년 1월 9일부터 2015년 3월 27일까지 방영된 드라마이다.

## 줄거리
사랑하는 젊은이들의 이야기로, 음악에 대한 뜨거운 열정, 성장, 우정, 러브스토리를 감각적으로 그린 드라마..

## 등장 인물

### 주요 인물
- 민효린 : 구해라 역 (아역 : 김지영)
- 곽시양 : 강세종 역 (아역 : 유승용)
- 진영 : 강세찬 / 레이킴 역 (아역 : 이태우)

### 칠전팔기 멤버들
- 헨리 : 헨리 첸타오 역
- 박광선 : 장군 역 (아역 : 이준희)
- 유성은 : 이우리 역

### 칠전팔기 패밀리
- 심형탁 : 태풍 (고오환) 역
- 장영남 : 강순 역
- 박희진 : 허영란 역

### 황제 엔터테인먼트
- 윤다훈 : 황제국 역
- 서민지 : 스칼렛 (그레이스 황) 역
- 김민재 : 사기준 역
- 지승현 : 편승민 팀장 역

### 그외 인물
- 이수련 : 통역 역

### 특별출연
- 이정열 : 구해라의 아버지 구창제 역
- 설운도 : 슈퍼스타k2 심사위원 설운도 역
- 윤종신 : 슈퍼스타k2 심사위원 윤종신 역
- 백지영 : 슈퍼스타k2 심사위원 백지영 역
- 박진영 : 슈퍼스타k2 심사위원 박진영 역
- 조PD : 슈퍼스타k2 심사위원 조PD 역
- 장재인 : 장재인 역
- 김지수 : 김지수 역
- 박형식 : 선배 차달봉 역
- 우희 : 동기 역
- 앤드류 넬슨
- 김소정
- 김그림
- 이보람
- 에디킴
- 존 박 : 존박 역
- 박보람 : 예보람 역
- 윤택
- 박광수
- 문규박
- 손민수
- 안중재
- 이설구 : 사채업자 역
- 윤미래
- 정턱 : 스톰 멤버 역
- 오다길 : 스톰 멤버 역
- 샘 해밍턴 : 샘 역
- 홍록기 : 학교 예능 MC 역
- 하지영
- 윤상 : 윤상 역
- 이희도 : 장군의 아버지 장귀동 역
- 최수진
- 이선태
- 안혜경 : 슈퍼스타k2 슈퍼위크 진행자 안혜경 역
- 이특 : 쇼 인기캠프 MC 역
- 서유리
- 크레용팝 : 크레용팝 역
- 밍스
- 매드타운
- 문희준 : 문희준 역
- 조성모 : 조성모 역
- 김준희 : 영주 역
- 바로 : 로빈 차 역
- 황석정 : 엄 작가 역
- 이재욱 : 청담동 쌀보리 PD 역
- 라키
- 문빈
- 김광인
- 송은율
- 정수인
- 김현욱 : 연예뉴스 진행자 역
- 선미
- 박슬기 : 임팩트 팬 역
- 오상진 : 2015 SHOW MC 오상진 역
- 김필 : 김필 역
- 알리 : 알리 (조용진) 역
- 케이윌 : 케이윌 역
- 이루다
- 레드윙즈
- 김태우 : 김태우 역
- 김유미 : 쥬디 킴 역

## 시청률
| 회차 | 방송일자        | 제목(부제)                  | AGB 닐슨 시청률 | AGB 닐슨 시청률 | AGB 집계 시청률 | AGB 집계 시청률 |
| 회차 | 방송일자        | 제목(부제)                  | Mnet            | tvN             | 평균 시청률     | 최고 시청률     |
| ---- | --------------- | --------------------------- | --------------- | --------------- | --------------- | --------------- |
| 1화  | 2015년 1월 9일  | 당신과 만난 이날            | 0.3%            | 1.089%          | 1.4%            | 2.0%            |
| 2화  | 2015년 1월 16일 | 안녕이라고 말하지 마        | %               | %               | 1.0%            | 1.5%            |
| 3화  | 2015년 1월 23일 | 미워도 다시 한번            | %               | %               | 1.0%            | 1.4%            |
| 4화  | 2015년 1월 30일 | 그대 내게 다시              | %               | %               | %               | %               |
| 5화  | 2015년 2월 6일  | 난 멈추지 않는다            | %               | %               | %               | %               |
| 6화  | 2015년 2월 13일 | 굴레를 벗어나               | %               | 1.029%          | %               | %               |
| 7화  | 2015년 2월 20일 | 누구나 비밀은 있다          | 0.3%            | 0.7%            | 1.0%            | %               |
| 8화  | 2015년 2월 27일 | 고백                        | %               | %               | 0.9%            | %               |
| 9화  | 2015년 3월 6일  | 드라마                      | %               | %               | 0.6%            | %               |
| 10화 | 2015년 3월 13일 | 나의 절망을 바라는 당신에게 | %               | %               | %               | %               |
| 11화 | 2015년 3월 20일 | 잘가요 내 사랑              | %               | 0.866%          | %               | %               |
| 12화 | 2015년 3월 27일 | 선물 같은 너에게            | %               | %               | %               | %               |

- 적혀있지 않은 시청률은 공개되지 않거나 알지 못한 시청률입니다.

## 같이 보기
- 슈퍼스타K 2